# Алеутски хребет
Алеутският хребет (на английски: Aleutian Range) е планински хребет в югозападната част на щата Аляска, на полуостров Аляска, крайно западно разклонение на Северноамериканските Кордилери, източно продължение на Алеутските острови. Дължината му е около 850 km, а ширината – от 20 до 120 km. Образуван е от верига млади неоген-кватернерни вулканични конуси с височина 2500 – 3000 m. На север Алеутският хребет чрез ниска седловина се свързва с планината Аляски Кордилери. Максималната височина е връх Редаут (3108 m), разположен на около 180 km югозападно от град Анкъридж. Има 10 действащи вулкана (Илиамна, Катмай, Павлов, Чигинагак, Вениаминов). Склоновете му са осеяни със следи от древни заледявания, а най-високите части са заети от вечни снегове и ледници. В хребета са разположени големите езера Илиамна и Бочаров. Склоновете му са покрити със субарктични пасища и планинска тундра.